# Dasymaschalon angustifolium
Dasymaschalon angustifolium là loài thực vật có hoa thuộc họ Na. Loài này được Jing Wang & R.M.K.Saunders mô tả khoa học đầu tiên năm 2009.
Loài này có ở khu vực bán đảo miền nam Thái Lan (tỉnh Krabi).
Là cây gỗ nhỏ, cao tới 2 m. Mọc ở cao độ 100–500 m. Tên gọi tại Thái Lan là bu-rong bai riao.